# 하 (정위)
하(賀, ? ~ ?)는 전한 전기의 관료이다. ‘하’는 이름자로, 성씨는 알 수 없다.

## 행적
문제 6년(기원전 174년), 회남여왕 등이 시기(柴奇)와 함께 반란을 꾀하다가 발각되었다. 결국 유장은 문초를 받았는데, 당시 정위였던 하는 문초 후 승상 장창·전객 풍경·종정 유일·비도적중위(備盜賊中尉) 복 등과 함께 문제에게 유장의 죄가 사형에 해당함을 아뢰었다. 문제는 유장을 다시 문초하게 하였으나 똑같은 결과가 나왔는데, 끝내 문제는 유장의 목숨을 살려주는 대신 봉국을 빼앗고 촉군으로 유배시켰다.
하는 오로지 《사기》 권118에만 등장하며, 《한서》 권19에서 다룬 역대 정위의 명단에서도 누락되어 있다.

## 출전
- 사마천, 《사기》 권118 회남형산열전
- 반고, 《한서》 권44 회남형산제북왕전